# Trofeo Lorenzo Bandini
Il Trofeo Lorenzo Bandini è stato istituito nel 1992 in memoria dell'omonimo pilota. Il trofeo viene assegnato a una figura di spicco del mondo delle Formula 1, designata da apposito comitato, e viene consegnato nel comune di Brisighella, città situata in Emilia-Romagna, legata agli anni della giovinezza del pilota. Tiziano Samorè e Francesco Asirelli sono stati i fautori dell'iniziativa.
Nel corso della cerimonia di premiazione, sono assegnati altri riconoscimenti da enti quali la Regione Emilia-Romagna, la provincia di Ravenna e i comuni di Imola e Faenza.

## Albo d'oro
| Anno | Vincitore                           | Attività                  | Nazionalità   |
| ---- | ----------------------------------- | ------------------------- | ------------- |
| 1992 | Ivan Capelli                        | pilota automobilistico    | Italia        |
| 1993 | non assegnato                       | non assegnato             | non assegnato |
| 1994 | non assegnato                       | non assegnato             | non assegnato |
| 1995 | David Coulthard                     | pilota automobilistico    | Regno Unito   |
| 1996 | Jacques Villeneuve                  | pilota automobilistico    | Canada        |
| 1997 | Luca Cordero di Montezemolo         | dirigente d'azienda       | Italia        |
| 1998 | Giancarlo Fisichella                | pilota automobilistico    | Italia        |
| 1999 | Alexander Wurz                      | pilota automobilistico    | Austria       |
| 2000 | Jarno Trulli                        | pilota automobilistico    | Italia        |
| 2001 | Jenson Button                       | pilota automobilistico    | Regno Unito   |
| 2002 | Juan Pablo Montoya                  | pilota automobilistico    | Colombia      |
| 2003 | Michael Schumacher                  | pilota automobilistico    | Germania      |
| 2004 | Kimi Räikkönen                      | pilota automobilistico    | Finlandia     |
| 2005 | Fernando Alonso                     | pilota automobilistico    | Spagna        |
| 2006 | Mark Webber                         | pilota automobilistico    | Australia     |
| 2007 | Felipe Massa                        | pilota automobilistico    | Brasile       |
| 2008 | Robert Kubica                       | pilota automobilistico    | Polonia       |
| 2009 | Sebastian Vettel                    | pilota automobilistico    | Germania      |
| 2010 | Lewis Hamilton                      | pilota automobilistico    | Regno Unito   |
| 2011 | Nico Rosberg                        | pilota automobilistico    | Germania      |
| 2012 | Bruno Senna                         | pilota automobilistico    | Brasile       |
| 2013 | Piero Ferrari                       | dirigente d'azienda       | Italia        |
| 2014 | Daniel Ricciardo                    | pilota automobilistico    | Australia     |
| 2015 | Mercedes                            | scuderia motoristica      | Germania      |
| 2016 | Max Verstappen                      | pilota automobilistico    | Paesi Bassi   |
| 2017 | Ferrari                             | scuderia motoristica      | Italia        |
| 2018 | Valtteri Bottas                     | pilota automobilistico    | Finlandia     |
| 2019 | Antonio Giovinazzi                  | pilota automobilistico    | Italia        |
| 2020 | Charles Leclerc                     | pilota automobilistico    | Monaco        |
| 2021 | Stefano Domenicali e Massimo Rivola | AD F1 e AD Aprilia Racing | Italia        |
| 2022 | Kevin Magnussen                     | pilota automobilistico    | Danimarca     |
| 2023 | Lando Norris                        | pilota automobilistico    | Regno Unito   |
| 2024 | George Russell                      | pilota automobilistico    | Regno Unito   |
| 2025 | Oscar Piastri                       | pilota automobilistico    | Australia     |